# Північноамериканський міжнародний автосалон
42°19′34″ пн. ш. 83°2′49″ зх. д. / 42.32611° пн. ш. 83.04694° зх. д.
Північноамериканський міжнародний автосалон (англ. NAIAS, North American International Auto Show), раніше — автосалон у Детройті, що проходить щорічно в середині січня в Детройті, штат Мічиган, США. Автосалон важливий тому, що в Детройті знаходяться штаб-квартири «великої трійки» американських автовиробників — Chrysler, Ford і General Motors.
NAIAS є особливо важливим в автомобільній промисловості, оскільки це перший із п'яти великих щорічних автосалонів. Крім того, щороку на NAIAS визначають титул Північноамериканський автомобіль і вантажівка року, для автомобілів які продаються в Північній Америці.

## Історія
- 1907: в грудні відбувся перший Детройтський автосалон у Beller's Beer Garden у Ріверсайд-парку
- 1941—1952: у зв'язку з початком Другої світової війни продаж і доставка нових пасажирських автомобілів і вантажівок була заборонена урядом США. Тому виставка не проводилася.
- 1957: вперше автовиробники показали автомобілі на виставці, «велика трійка» ділила місце на майданчиках із Volvo, Isetta, Mercedes-Benz, Porsche.
- 1965: виставка переїхала на своє поточне місце розташування у виставковий центр Cobo, в діловому центрі Детройта.
- 1989: автосалон був перейменований у Північноамериканський міжнародний автосалон.
- 1993: почав видаватися інформаційний бюлетень виставки.
- 1995: дебютувала нагорода «Північноамериканський автомобіль і вантажівка року» (англ. NACTOY, North American Car and Truck of the Year). Нагороджує журі, що складається з найкращих представників північноамериканської преси.
- 1996: журнал Time, одне з головних видань Північної Америки, надав місце у своєму виданні для огляду NAIAS.
- 1997: MSN CarPoint, автомобільний вебсайт корпорації Майкрософт, почав служити офіційним вебсайтом для NAIAS. Цей вебсайт забезпечував інформацію про пресконференціях, автомобільні події в режимі реального часу і у 2002 році мав більш ніж 6 мільйонів унікальних відвідувачів, тим самим створюючи безпрецедентну рекламу для NAIAS в усьому світі.

Був підписаний договір про співпрацю з WXYZ-TV/Channel 7 (місцеве телебачення), що звичайно віщало останні новини з NAIAS. Відбулося збільшення місця виставки за рахунок Michigan Hall і там же було влаштовано показ фургонів. Michigan Hall відкрився під час пресконференцій для забезпечення ЗМІ доступу до нових «експонатів» шоу.
- 1998: Фольксваген розташувався на головному поверсі показу і Мічиганському Залі.
- 2001: The Northwest World Club отримав місце в Cobo залі, пропонуючи послуги доступу до ЗМІ корпоративним виконавцям, які відвідують NAIAS.
- 2002: кафе були переміщені з Michigan Hall в Cobo центр.
- 2003: шоу залучило понад 28 000 осіб з 1 800 компаній і понад 6 600 журналістів з яких 40 % були не з США.
- 2004: показ становили 79 нових моделей транспортних засобів, 55 з яких були всесвітньо відомими.

Відвідуваність NASAS 2004 року склала 808 833 осіб.
- 2005: було показано 68 нових марок автомобілів. NAIAS — отримало репутацію вітрини з новими авто, яка з 1989 року встигла показати 924 новинки.

NBC здійснила двогодинний спеціальний репортаж в режимі прямої трансляції, в завершальний день авто шоу, який залучив близько 8.8 мільйонів глядачів.
- 2006: було показано 70 нових марок автомобілів, включаючи Geely (китайський автовиробник).

NAIAS 2006 залучив 6647 журналістів з 62 країн з шести континентів. Порівняйте з 1989 роком, коли NAIAS відвідали 850 журналістів, лише 60 з яких були міжнародні. Здійснювалися благодійні заходи, в яких NAIA з 1976 передали 65 мільйонів доларів у фонд допомоги дітям.
- 2008: NAIAS вітав близько 700 000 відвідувачів, 6000 міжнародних ЗМІ з 63 країн і 37 000 представників торгових марок із 2000 компаній.

Згідно з Edmunds.com, вебсайт NAIAS (naias.com) оцінювався Yahoo! як найбільш відвідуваний вебсайт і був показаний на головній сторінці Yahoo у розділі ведуча історія дня. У Cobo центрі — пік добірних марок NAIAS, включаючи Maserati, Ferrari, Lamborghini, Rolls-Royce, Bentley та Maybach. Було зібрано 6 млн доларів у фонд дитячої допомоги.